# Riaba
Riaba est une ville de la province de Bioko-Sur, située dans le Sud de l'île de Bioko. Riaba, qui compte environ un millier d'habitants, est le chef-lieu du district du même nom, qui avec 3 327 habitants lors du recensement de 1994 est le moins peuplé du pays, l'île d'Annobón (province non divisée en districts) exceptée.